# Seznam členů Zastupitelstva Jihomoravského kraje (volby 2012)
Seznam osob zvolených do Zastupitelstva Jihomoravského kraje v roce 2012.
| #  | jméno                   | za stranu                   | funkce            |
| -- | ----------------------- | --------------------------- | ----------------- |
| 1  | Michal Hašek            | ČSSD                        | hejtman           |
| 2  | Václav Božek            | ČSSD                        | člen Rady         |
| 3  | Zdeněk Pavlík           | ČSSD                        |                   |
| 4  | Marek Šlapal            | ČSSD                        | náměstek hejtmana |
| 5  | Jaroslav Parolek        | ČSSD                        |                   |
| 6  | Jiří Janda              | ČSSD                        |                   |
| 7  | Bohumila Beranová       | ČSSD                        | členka Rady       |
| 8  | Ivo Polák               | ČSSD                        |                   |
| 9  | Roman Hanák             | ČSSD                        | náměstek hejtmana |
| 10 | Roman Vykoukal          | ČSSD                        |                   |
| 11 | Zdeněk Dufek            | ČSSD                        |                   |
| 12 | Vlastimil Gabrhel       | ČSSD                        |                   |
| 13 | Igor Chlup              | ČSSD                        | člen Rady         |
| 14 | Kateřina Kalinová       | ČSSD                        |                   |
| 15 | Václav Novák            | ČSSD                        |                   |
| 16 | Hana Nedomová           | ČSSD                        |                   |
| 17 | Aleš Navrátil           | ČSSD                        |                   |
| 18 | Ondřej Antonín          | ČSSD                        |                   |
| 19 | Pavel Blažík            | ČSSD                        |                   |
| 20 | Ilona Žišková Vágnerová | ČSSD                        |                   |
| 21 | Petr Šelepa             | ČSSD                        | člen Rady         |
| 22 | Jiří Petřík             | ČSSD                        |                   |
| 23 | Michal Škerle           | ČSSD                        |                   |
| 24 | Stanislav Juránek       | KDU-ČSL                     | náměstek hejtmana |
| 25 | Roman Celý              | KDU-ČSL                     | náměstek hejtmana |
| 26 | Jiří Němec              | KDU-ČSL                     | člen Rady         |
| 27 | Antonín Tesařík         | KDU-ČSL                     | člen Rady         |
| 28 | Richard Zemánek         | KDU-ČSL                     |                   |
| 29 | Klára Liptáková         | KDU-ČSL                     |                   |
| 30 | David Macek             | KDU-ČSL                     |                   |
| 31 | Zdeněk Peša             | KDU-ČSL                     |                   |
| 32 | Miluše Macková          | KDU-ČSL                     |                   |
| 33 | Jaromíra Vítková        | KDU-ČSL                     |                   |
| 34 | Zdeněk Nekula           | KDU-ČSL                     |                   |
| 35 | Martin Bedrava          | KDU-ČSL                     |                   |
| 36 | František Havíř         | KDU-ČSL                     |                   |
| 37 | Jiří Mihola             | KDU-ČSL                     |                   |
| 38 | Vojtěch Adam            | KSČM                        |                   |
| 39 | Stanislav Navrkal       | KSČM                        |                   |
| 40 | Leopold Levák           | KSČM                        |                   |
| 41 | Helena Sýkorová         | KSČM                        |                   |
| 42 | Ivo Pojezný             | KSČM                        |                   |
| 43 | Petr Krátký             | KSČM                        |                   |
| 44 | Jan Procházka           | KSČM                        |                   |
| 45 | Pavel Březa             | KSČM                        |                   |
| 46 | Jan Navrátil            | KSČM                        |                   |
| 47 | Ludmila Živná           | KSČM                        |                   |
| 48 | Zdeněk Koudelka         | KSČM                        |                   |
| 49 | Miloslava Zachová       | KSČM                        |                   |
| 50 | Jaroslava Baštařová     | KSČM                        |                   |
| 51 | Ivana Bojdová           | KSČM                        |                   |
| 52 | Ladislav Býček          | KSČM                        |                   |
| 53 | Božena Hofrová          | KSČM                        |                   |
| 54 | Jiří Crha               | ODS                         |                   |
| 55 | Vojtěch Mencl           | ODS                         |                   |
| 56 | Vladimír Šmerda         | ODS                         |                   |
| 57 | Rostislav Koštial       | ODS                         |                   |
| 58 | Ivo Vrzal               | ODS                         |                   |
| 59 | Jiří Šimeček            | ODS                         |                   |
| 60 | Karel Jurka             | ODS                         |                   |
| 61 | Jan Vitula              | TOP 09 a Starostové pro JMK |                   |
| 62 | Irena Matonohová        | TOP 09 a Starostové pro JMK |                   |
| 63 | Drago Sukalovský        | TOP 09 a Starostové pro JMK |                   |
| 64 | Tomáš Třetina           | TOP 09 a Starostové pro JMK |                   |
| 65 | Vlastimil Válek         | TOP 09 a Starostové pro JMK |                   |

Ustavující zasedání Zastupitelstva Jihomoravského kraje ve volebním období 2012 - 2016 se konalo 23. listopadu 2012.  S účinností od 1. října 2015 se členem zastupitelstva stal Martin Prokeš, který nahradil dosavadního člena klubu KDU-ČSL Františka Havíře.